# 전미 농구 협회
전미 농구 협회(영어: National Basketball Association, NBA)는 미국의 프로 농구 연맹이다. NBA 리그는 세계 최고 수준의 농구 리그로, 야구의 MLB, 미식축구의 NFL, 아이스하키의 NHL와 더불어 북미 4대 스포츠 리그 중 하나로 여겨진다.
30개 팀으로 구성되어 있으며, 매년 11월 초에 개막해서 팀당 정규시즌 82경기를 뛰고, 이듬해 4월 말 정도부터는 플레이오프에 돌입하여 6월 중순 정도에는 우승 팀이 가려진다.
NBA의 캐치프레이즈는 '대단한 일이 벌어지는 곳'(영어: Where amazing happens)이다.

## 역사
미국에는 NBA를 포함해 야구(MLB)와 미식축구(NFL), 아이스 하키(NHL)등 4개 프로 스포츠가 있는데, 역사는 그 가운데 NBA가 가장 짧다. NBA가 생기기 전에는 NBA의 전신인 BAA(영어: Basketball Association of America)가 미국을 대표하는 농구 리그였고 이후 1967년에 출범한 ABA(영어: American Basketball Association)가 그 뒤를 이었다.
당시는 팀 수가 현재의 반도 안 되는 11개 팀뿐이었으며, 특이하게도 ABA는 프로하키팀의 구단주들이 모여 리그를 만들었다. 그리고 ABA와는 별도로 NBL (영어: National Basketball League)이라는 또 다른 프로농구리그도 생겨났는데, 1949~1950시즌에 NBL의 팀들이 BAA에 합세하며 현재의 NBA라는 이름이 생겨났다.
1946년 11개의 팀으로 구성된 BAA를 시작으로 1949년 27개로 팀이 늘어났으며, 뒤에 캐나다 2개 팀이 합세했다. 최초에는 이스턴 디비전(영어: Eastern Division)(5개팀)과 웨스턴 디비전(영어: Western Division)(6개팀)으로 나눴으나, (1949~1950 시즌에는 센트럴 디비전(영어: Central Division)(5개팀)도 존재했다.) 1970~1971 시즌부터 기존의 디비전을 콘퍼런스로 바꾼다. 그리고 동부 콘퍼런스(영어: Eastern Conference)에 애틀랜틱 디비전(영어: Atlantic Division)과 센트럴 디비전(영어: Central Division)을, 서부 콘퍼런스(영어: Western Conference)에 미드웨스트 디비전(영어: Midwest Division)와 퍼시픽 디비전(영어: Pacific Division)을 만든다. 2004~2005 시즌 샬럿 밥캐츠(영어: Charlotte Bobcats)가 창단되면서 동부 콘퍼런스에 애틀랜틱 디비전(영어: Atlantic Division), 센트럴 디비전(영어: Central Division), 사우스이스트 디비전(영어: Southeast Division)을, 서부 콘퍼런스에 노스웨스트 디비전(영어: Northwest Division), 퍼시픽 디비전(영어: Pacific Division), 사우스웨스트 디비전(영어: Southwest Division)으로 개편되었다. (기존 미드웨스트 디비전(영어: Midwest Division)은 사라졌다.) 2011년에는 NBA 파업으로 12월 25일부터 시즌이 시작되었었다.

## 역대 총재와 커미셔너
| 대수 | 이름            | 임기                                         | 비고          | 부커미셔너                                                                                |
| ---- | --------------- | -------------------------------------------- | ------------- | ----------------------------------------------------------------------------------------- |
| 1    | 모리스 포돌로프 | 1946년 6월 6일 ~ 1963년 9월 1일 (16년 329일) | 초대 총재     | 빈칸                                                                                      |
| 2    | 월터 케네디     | 1963년 9월 1일 ~ 1975년 6월 1일              | 초대 커미셔너 | 빈칸                                                                                      |
| 3    | 래리 오브라이언 | 1975년 6월 1일 ~ 1984년 1월 31일             | 빈칸          | 빈칸                                                                                      |
| 4    | 데이비드 스턴   | 1984년 2월 1일 ~ 2014년 1월 31일             | 빈칸          | 러스 그래닉 (1990년 2월 1일 ~ 2006년 7월 1일) 애덤 실버 (2006년 7월 1일 ~ 2014년 2월 1일) |
| 5    | 애덤 실버       | 2014년 2월 1일 ~ 현재                        | 빈칸          | 마크 테이텀 (2014년 2월 1일 ~ 현재)                                                       |

## NBA 팀
NBA는 1946년에 11개의 팀으로 시작하였으며 그 이후 팀들이 늘어갔다. 현재 30개의 NBA 팀이 구성되어 있다. 30개 팀 중 29개 팀이 미국에서 만들어졌으며 나머지 1개 팀은 캐나다에 위치해 있다. 보스턴 셀틱스가 NBA에서 18번의 최다 챔피언을 기록한 바 있다. 다음으로 17번의 챔피언을 차지한 로스앤젤레스 레이커스, 7번의 챔피언을 차지한 골든스테이트 워리어스, 6번의 챔피언을 차지한 시카고 불스이고, 2024~2025시즌 NBA 챔피언은 오클라호마시티 선더이다.
현재 NBA 리그 조직은 동부와 서부로 2개의 콘퍼런스로 분류되어 있고 각 콘퍼런스당 3개의 디비전으로 나뉘며 각 디비전에 5개의 팀씩 구성되어 있다. 따라서 30개의 모든 팀은 각각 지역 구분에 소속된다. 이러한 구분은 2004~2005 시즌에 만들어졌다.
- NBA 확장의 진행

| 연도          | 팀수 | 비고 |
| ------------- | ---- | --- |
| 1946년~1947년 | 11팀 | 1946~1947시즌후 토론토 허스키스, 디트로이트 팰컨스, 피츠버그 아이언맨, 클리블랜드 레벌스 해체함.                                                                      |
| 1947년~1948년 | 8팀  | 1947년 볼티모어 불리츠 창단함. |
| 1948년~1949년 | 12팀 | 1948년 포트웨인 피스턴스, 미니애폴리스 레이커스, 로체스터 로열스 (NBL 4팀) 가입함.                                                                                    |
| 1949년~1950년 | 17팀 | 1949년 앤더슨 패커스, 덴버 너기츠, 시보이건 레드스킨스, 시러큐스 내셔널즈, 트라이시티스 블랙호크스, 워털루 호크스 (NBL 6팀) 가입함. 인디애나폴리스 올림피언스 창단함. |
| 1950년~1951년 | 11팀 | 1950년 앤더슨 패커스, 덴버 너기츠, 시보이건 레드스킨스, 워털루 호크스, 시카고 스태그스, 세인트루이스 보머스 해체함.                                                   |
| 1951년~1953년 | 10팀 | 1950~1951시즌중 워싱턴 캐피털스 해체함. |
| 1953년~1955년 | 9팀  | 1953년 인디애나폴리스 올림피언스 해체함. |
| 1955년~1961년 | 8팀  | 1955년 볼티모어 불리츠 해체함. |
| 1961년~1966년 | 9팀  | 1961년 시카고 패커스 창단함. |
| 1966년~1967년 | 10팀 | 1966년 시카고 불스 창단함. |
| 1967년~1968년 | 12팀 | 1967년 시애틀 슈퍼소닉스, 샌디에고 로키츠 창단함. |
| 1968년~1970년 | 14팀 | 1968년 피닉스 선스, 밀워키 벅스 창단함. |
| 1970년~1974년 | 17팀 | 1970년 포틀랜드 트레일블레이저스, 샌디에고 클리퍼스, 클리블랜드 캐벌리어스 창단함.                                                                                    |
| 1974년~1976년 | 18팀 | 1974년 뉴올리언스 재즈 창단함. |
| 1976년~1980년 | 22팀 | 1976년 뉴욕 네츠, 인디애나 페이서스, 덴버 너기츠, 샌안토니오 스퍼스 (ABA 4팀) 가입함.                                                                                 |
| 1980년~1988년 | 23팀 | 1980년 댈러스 매버릭스 창단함. |
| 1988년~1989년 | 25팀 | 1988년 샬럿 호니츠, 마이애미 히트 창단함. |
| 1989년~1995년 | 27팀 | 1989년 미네소타 팀버울브스, 올랜도 매직 창단함. |
| 1995년~2001년 | 29팀 | 1995년 토론토 랩터스, 벤쿠버 그리즐리스 창단함. |
| 2002년~2008년 | 30팀 | 2002년 뉴올리언스 호니츠 창단함. |
| 2008년~현재   | 30팀 | 2008년 시애틀 슈퍼소닉스 해체함, 오클라호마시티 선더 창단함. |

| 디비전        | 구단명                    | 연고지                      | 경기장                   | 수용 인원     | 창설          | 가맹          |               |
| 동부 콘퍼런스 | 동부 콘퍼런스             | 동부 콘퍼런스               | 동부 콘퍼런스            | 동부 콘퍼런스 | 동부 콘퍼런스 | 동부 콘퍼런스 | 동부 콘퍼런스 |
| ------------- | ------------------------- | --------------------------- | ------------------------ | ------------- | ------------- | ------------- | ------------- |
| 애틀랜틱      | 보스턴 셀틱스             | 매사추세츠주 보스턴         | TD 가든                  | 19,156명      | 1946년        | 1946년        |               |
| 애틀랜틱      | 브루클린 네츠             | 뉴욕주 브루클린             | 바클레이스 센터          | 17,732명      | 1967년        | 1976년        |               |
| 애틀랜틱      | 뉴욕 닉스                 | 뉴욕주 뉴욕                 | 매디슨 스퀘어 가든       | 19,812명      | 1946년        | 1946년        |               |
| 애틀랜틱      | 필라델피아 세븐티식서스   | 펜실베이니아주 필라델피아   | 엑스피니티 모바일 아레나 | 21,000명      | 1946년        | 1949년        |               |
| 애틀랜틱      | 토론토 랩터스             | 온타리오주 토론토           | 스코샤뱅크 아레나        | 19,800명      | 1995년        | 1995년        |               |
| 센트럴        | 시카고 불스               | 일리노이주 시카고           | 유나이티드 센터          | 20,917명      | 1966년        | 1966년        |               |
| 센트럴        | 클리블랜드 캐벌리어스     | 오하이오주 클리블랜드       | 로키 아레나              | 19,432명      | 1970년        | 1970년        |               |
| 센트럴        | 디트로이트 피스턴스       | 미시간주 디트로이트         | 리틀시저스 아레나        | 20,332명      | 1937년        | 1948년        |               |
| 센트럴        | 인디애나 페이서스         | 인디애나주 인디애나폴리스   | 게인브리지 필드하우스    | 17,274명      | 1967년        | 1976년        |               |
| 센트럴        | 밀워키 벅스               | 위스콘신주 밀워키           | 파이서브 포럼            | 17,385명      | 1968년        | 1968년        |               |
| 사우스이스트  | 애틀랜타 호크스           | 조지아주 애틀랜타           | 스테이트팜 아레나        | 18,238명      | 1946년        | 1949년        |               |
| 사우스이스트  | 샬럿 호니츠               | 노스캐롤라이나주 샬럿       | 스펙트럼 센터            | 19,077명      | 1988년        | 1988년        |               |
| 사우스이스트  | 마이애미 히트             | 플로리다주 마이애미         | 카세야 센터              | 19,600명      | 1988년        | 1988년        |               |
| 사우스이스트  | 올랜도 매직               | 플로리다주 올랜도           | KIA 센터                 | 18,846명      | 1989년        | 1989년        |               |
| 사우스이스트  | 워싱턴 위저즈             | 워싱턴 D.C.                 | 캐피털 원 아레나         | 20,356명      | 1961년        | 1961년        |               |
| 서부 콘퍼런스 |                           |                             |                          |               |               |               |               |
| 노스웨스트    | 덴버 너기츠               | 콜로라도주 덴버             | 볼 아레나                | 19,520명      | 1967년        | 1976년        |               |
| 노스웨스트    | 미네소타 팀버울브스       | 미네소타주 미니애폴리스     | 타깃 센터                | 18,798명      | 1989년        | 1989년        |               |
| 노스웨스트    | 오클라호마시티 선더       | 오클라호마주 오클라호마시티 | 페이콤 센터              | 18,203명      | 2008년        | 2008년        |               |
| 노스웨스트    | 포틀랜드 트레일블레이저스 | 오리건주 포틀랜드           | 모다 센터                | 19,393명      | 1970년        | 1970년        |               |
| 노스웨스트    | 유타 재즈                 | 유타주 솔트레이크시티       | 델타 센터                | 18,306명      | 1974년        | 1974년        |               |
| 퍼시픽        | 골든스테이트 워리어스     | 캘리포니아주 샌프란시스코   | 체이스 센터              | 18,064명      | 1946년        | 1946년        |               |
| 퍼시픽        | 로스앤젤레스 클리퍼스     | 캘리포니아주 잉글우드       | 인튜이트 돔              | 18,000명      | 1970년        | 1970년        |               |
| 퍼시픽        | 로스앤젤레스 레이커스     | 캘리포니아주 로스앤젤레스   | 크립토닷컴 아레나        | 19,079명      | 1946년        | 1948년        |               |
| 퍼시픽        | 피닉스 선스               | 애리조나주 피닉스           | PHX 아레나               | 17,071명      | 1968년        | 1968년        |               |
| 퍼시픽        | 새크라멘토 킹스           | 캘리포니아주 새크라멘토     | 골든 1 센터              | 17,608명      | 1923년        | 1948년        |               |
| 사우스웨스트  | 댈러스 매버릭스           | 텍사스주 댈러스             | 아메리칸 에어라인스 센터 | 19,200명      | 1980년        | 1980년        |               |
| 사우스웨스트  | 휴스턴 로키츠             | 텍사스주 휴스턴             | 도요타 센터              | 18,104명      | 1967년        | 1967년        |               |
| 사우스웨스트  | 멤피스 그리즐리스         | 테네시주 멤피스             | 페덱스 포럼              | 17,794명      | 1995년        | 1995년        |               |
| 사우스웨스트  | 뉴올리언스 펠리컨스       | 루이지애나주 뉴올리언스     | 스무디킹 센터            | 16,867명      | 2002년        | 2002년        |               |
| 사우스웨스트  | 샌안토니오 스퍼스         | 텍사스주 샌안토니오         | 프로스트 뱅크 센터       | 18,418명      | 1967년        | 1976년        |               |

## 사라진 디비전
1948~1949 시즌부터 NBL 합병된이후인 1970~1971 시즌까지 이 디비전은 NBA가 14개 팀에서 17개 팀으로 확장되어 각각 2개의 디비전을 가진 동부 콘퍼런스와 서부 콘퍼런스로 재편될 때까지 존재했다.
2004~2005 시즌에 샬럿 밥캐츠가 창단하면서 각 콘퍼런스 3개 디비전으로 나뉘었다. 이전 각 콘퍼런스에 2개 디비전이 있었으며, 지금은 사라진 미드웨스트 디비전에 존재했다.

## 사라진 팀
| 팀                        | 연고지                    | 콘퍼런스 | 디비전     | 경기장                                 | 수용인원 | 리그 참가기간 | 비고                              |
| ------------------------- | ------------------------- | -------- | ---------- | -------------------------------------- | -------- | ------------- | --------------------------------- |
| 시카고 스태그스           | 일리노이주 시카고         | 빈칸     | 센트럴     | 시카고 스타디움                        | 18,676명 | 1949년~1950년 | 빈칸                              |
| 앤더슨 패커스             | 인디애나주 앤더슨         | 빈칸     | 웨스턴     | 앤더슨 하이 스쿨 위그웜                | 8,996명  | 1949년~1950년 | 빈칸                              |
| 덴버 너기츠               | 콜로라도주 덴버           | 빈칸     | 웨스턴     | 덴버 오디토리움 아레나                 | 6,841명  | 1949년~1950년 | 덴버 너기츠와 관계가 없음         |
| 인디애나폴리스 올림피언스 | 인디애나주 인디애나폴리스 | 빈칸     | 웨스턴     | 버틀러 필드 하우스                     | 9,100명  | 1949년~1953년 | 빈칸                              |
| 인디애나폴리스 제츠       | 인디애나주 인디애나폴리스 | 빈칸     | 웨스턴     | 버틀러 필드 하우스                     | 9,100명  | 1948년~1949년 | 빈칸                              |
| 시보이건 레드스킨스       | 위스콘신주 시보이건       | 빈칸     | 웨스턴     | 시보이건 뮤니시펄 오디토리움 앤 아머리 | 3,160명  | 1949년~1950년 | 빈칸                              |
| 세인트루이스 보머스       | 미주리주 세인트루이스     | 빈칸     | 웨스턴     | 세인트루이스 아레나                    | 18,000명 | 1949년~1950년 | 빈칸                              |
| 클리블랜드 레벌스         | 오하이오주 클리블랜드     | 빈칸     | 웨스턴     | 클리블랜드 아레나                      | 10,000명 | 1946년~1947년 | 빈칸                              |
| 디트로이트 팰컨스         | 미시간주 디트로이트       | 빈칸     | 웨스턴     | 디트로이트 올림피아                    | 15,000명 | 1946년~1947년 | 빈칸                              |
| 피츠버그 아이언맨         | 펜실베이니아주 피츠버그   | 빈칸     | 웨스턴     | 드퀘인 가든                            | 6,500명  | 1946년~1947년 | 빈칸                              |
| 워털루 호크스             | 아이오와주 워털루         | 빈칸     | 웨스턴     | 더 히포드롬                            | 5,155명  | 1949년~1950년 | 애틀랜타 호크스와 관계가 없음     |
| 볼티모어 불리츠           | 메릴랜드주 볼티모어       | 빈칸     | 이스턴     | 볼티모어 콜리시엄                      | 4,500명  | 1948년~1954년 | 워싱턴 위저즈의 전신이 아님       |
| 워싱턴 캐피털스           | 워싱턴 D.C.               | 빈칸     | 이스턴     | 울린 아레나                            | 7,000명  | 1949년~1951년 | 빈칸                              |
| 프로비던스 스팀롤러스     | 로드아일랜드주 프로비던스 | 빈칸     | 이스턴     | 로드아일랜드 오디토리움                | 5,300명  | 1946년~1949년 | 빈칸                              |
| 토론토 허스키스           | 온타리오주 토론토         | 빈칸     | 이스턴     | 메이플 리프 가든스                     | 15,000명 | 1946년~1947년 | 최초의 캐나다 도시를 연고로 한 팀 |
| 시애틀 슈퍼소닉스         | 워싱턴주 시애틀           | 서부     | 노스웨스트 | 키 아레나                              | 17,072명 | 1967년~2008년 | 빈칸                              |
| 벤쿠버 그리즐리스         | 브리티시컬럼비아주 벤쿠버 | 서부     | 미드웨스트 | 제너럴 모터스 플레이스                 | 19,700명 | 1995년~2001년 | 멤피스 그리즐리스의 전신          |
| 버펄로 브레이브스         | 뉴욕주 버펄로             | 동부     | 애틀랜틱   | 버펄로 메모리얼 오디토리움             | 14,337명 | 1970년~1978년 | 로스앤젤레스 클리퍼스의 전신      |

## 정규 시즌

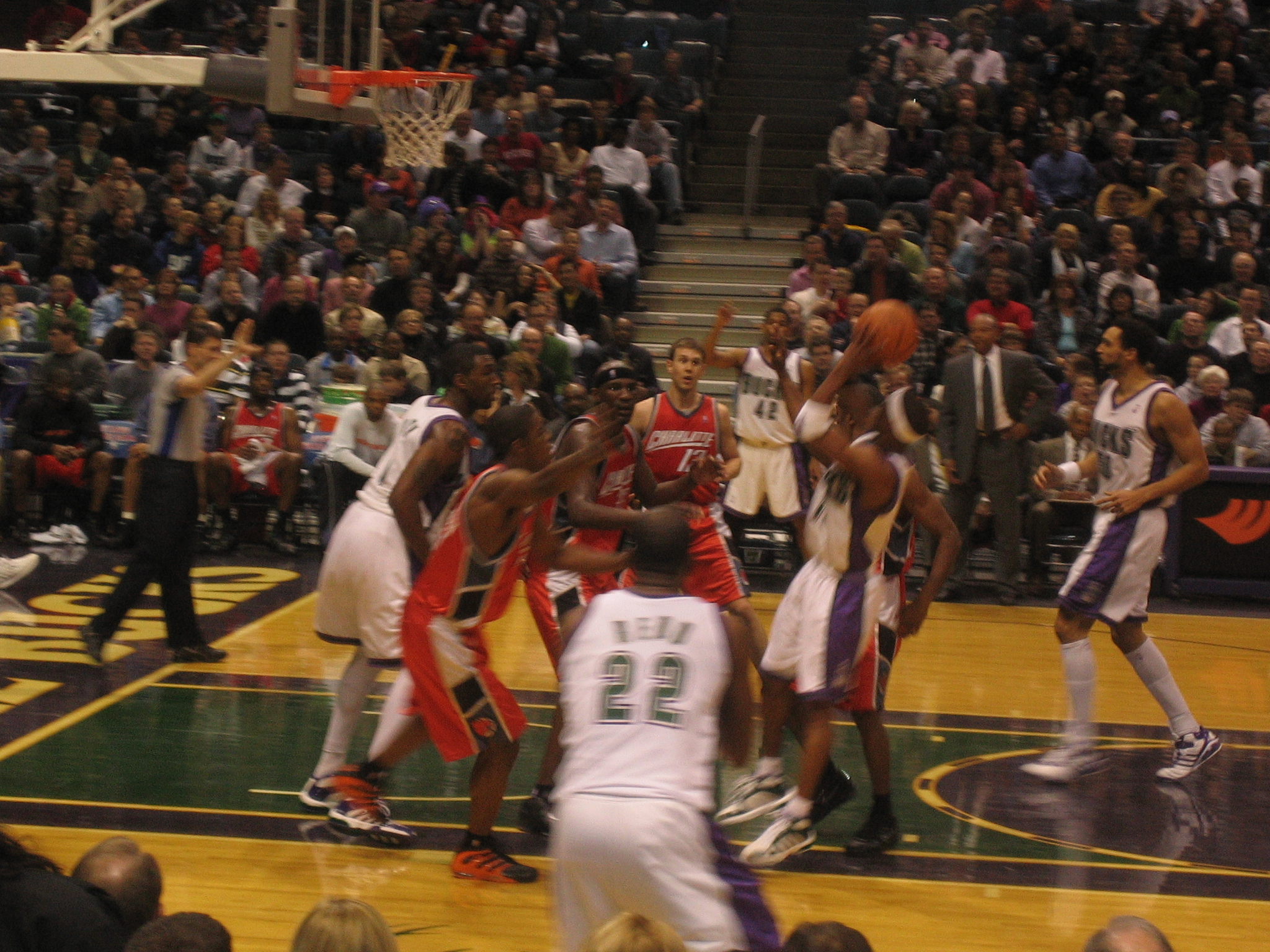
정규 시즌 중 밀워키 벅스와 샬럿 밥캐츠의 경기 장면

10월에 각 팀은 트레이닝 캠프에서 선수들의 평가를 받게 된다. 트레이닝과 평가를 통해 최종 선택된 12명의 선수와 3명의 대기자는 정규 시즌에 출전을 하게 된다. 트레이닝 캠프 후에 정규 시즌 전 시범경기(영어: Pre-Game)가 행해지며 정규시즌은 10월 마지막 주에 시작한다. 10월 말부터 다음 해 4월 하순까지 각팀별로 정규시즌을 갖고, 5-6월에 걸쳐 플레이오프와 챔피언시리즈를 갖는다. 종합해보면 6개월 간의 정규시즌 이후 1달 여에 걸쳐 플레이오프를 치른다.
정규시즌 동안 각 팀은 홈/어웨이 각각 41경기씩 총 82경기를 치른다. 1쿼터당 12분씩 경기를 하며 홈팀은 밝은색 유니폼(레이커스는 노란색)을 입고 원정팀은 짙은색을 입는다. 가끔은 홈팀이 짙은색을 입고 원정팀이 밝은색을 입을때도 있다. 같은 콘퍼런스의 같은 디비전의 4팀과 4경기씩(16경기)을 갖고, 같은 콘퍼런스의 다른 디비전의 10개 팀 중 6팀과는 4경기(24경기)를 갖고, 나머지 4팀과는 3경기씩(12경기)씩을 치른다. 그리고 다른 지구의 모든 팀과 2경기씩(30경기)씩을 치른다.
2월에는 정규시즌은 잠시 멈추고 NBA 올스타전(영어: NBA All-Star Game) 축제가 치러진다. 올스타전에서 가장 많은 활약을 한 선수는 NBA 올스타전 MVP가 주어진다. 올스타전 기간 동안 라이징 스타즈 챌린지 (舊 루키 챌런지), 스킬 챌런지, 3점슛 컨테스트, 슬램 덩크 컨테스트 등의 특별 행사도 함께 치러진다. 약 1주간의 올스타전 행사와 휴식을 기준으로 정규시즌을 전반기와 후반기로 구분하게 된다.
올스타전이 끝난 직후 시즌 16번째 목요일 3시가 트레이드 마감시한(영어: trade deadline)이다. 트레이드 마감 시한 뒤에는 NBA 각 팀은 남은 시즌 동안 선수들을 상대팀에서 들여오거나 내보낼 수 없다.
4월이 끝날 즈음 정규시즌이 끝난다. 이때 개인상(영어: Individual Award)을 투표를 하게 된다. 개인상에는 올해의 선수상(영어: Most Valuable Player of the Year), 올해의 우수 후보선수상(영어: Sixth Man of the Year Award), 올해의 신인상(영어: Rookie of the Year Award), 올해의 기량발전상(영어: Most Improved Player Award), 올해의 수비선수상(영어: Defensive Player of the Year Award), 올해의 감독상(영어: Coach of the Year Award) 등이 있다.

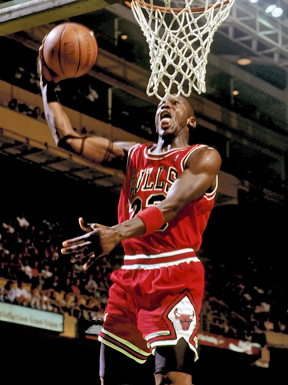
마이클 조던 1984-85 시즌에서 개인상을 탔다

## NBA 록아웃
NBA 역사상 네 가지 록아웃 중 하나를 의미할 수 있다.

## NBA 컵
NBA는 2023~2024시즌을 위한 새로운 시즌 토너먼트를 도입할 계획이며, 일부 경기는 정규 시즌 순위로 계산된다. 그것은 WNBA 커미셔너스컵(영어: WNBA Commissioner's Cup)과 유럽 축구의 시즌 경기를 본떠서 만들어졌다. 토너먼트는 다음과 같이 구성된다.
- 5개 팀씩 6개 조로 편성된다.

- 정규 시즌의 첫 6주 동안의 선택된 날짜는 풀에서 다른 팀과 조별 리그 경기를 진행한다(홈에서 2개, 원정에서 2개). 이 경기들은 여전히 정규 시즌 경기로 간주될 것이다.

- 각 풀의 승자와 와일드카드 팀 2개가 싱글 엘리미네이션 토너먼트에 진출한다.

- 준결승과 결승은 중립 장소에서 진행된다.

- 토너먼트 챔피언을 위한 선수들은 각각 50만 달러를 받을 것이다.

- 이를 보완하기 위해 NBA 정규시즌 일정표를 수정해 각 팀별로 80경기씩만 오프시즌에 발표할 예정이다.시즌 내 토너먼트의 첫 두 라운드는 정규 시즌 경기 81번째와 82번째로 계산되면, 결승전은 정규 시즌에 포함되지 않는 추가 83번째 경기가 될 것이다. 시즌 내 토너먼트에 진출하지 못하거나 8강에서 탈락하는 팀은 82번째에 도달하기 위해 추가 경기 일정이 잡힌다.

## NBA 플레이-인 토너먼트

### 토너먼트 방식
- 원본 형식

2020년 6월 4일 NBA 이사회는 2019~2020시즌을 위한 첫 번째 플레이-인 토너먼트를 승인했다. 이 게임은 코로나-19 범유행 당시 NBA 복귀의 일환으로 계획되었다. 만약 8번 시드와 9번 시드가 서로 4게임 이내라면, 두 시드는 플레이-인 토너먼트에서 서로 경기를 하게 된다. 만약 8번 시드가 경기에서 이긴다면, 플레이오프에 진출할 것이다. 9번 시드가 이기면 두 번째 경기가 열린다. 2차전에서 9시드가 승리해야만 플레이오프에 진출할 수 있다.
- 현재 형식

2020년 11월 19일 NBA 이사회는 2020~2021 시즌에 플레이-인 토너먼트를 개최하기로 승인했다. 2022년 7월 22일 NBA 이사회는 이 형식을 영구화하였다.
이 형식은 4팀 플레이오프를 위한 페이지-매킨타이어 시스템의 처음 두 라운드와 유사하다. 9위 팀은 예선전에서 10위 팀을 주최한다. 7위와 8위팀 간의 예선 경기를 주최하여, 승자는 7번 시드로 진출한다. 이 경기의 패자는 9위와 10위 팀 간의 예선 경기의 승자를 주최하여 8시드를 결정한다. 그리고 나서 NBA의 정규 플레이오프는 정상적으로 진행된다.
|  | 플레이-인 게임 | 플레이-인 게임  | 플레이-인 게임     |      |         | 8번 시드 결정전   | 8번 시드 결정전 | 8번 시드 결정전 |                  |                      | 파이널 시드 | 파이널 시드       | 파이널 시드 |
|  |                |                 |                    |      |         |                   |                 |                 |                  |                      |             |                   |             |
|  | 1              | 정규시즌 7위팀  | 홈                 |      |         |                   |                 |                 |                  |                      |             |                   |             |
|  | 2              | 정규시즌 8위팀  | 원정               |      |         |                   |                 |                 |                  |                      | 7위/8위     | 7위/8위 경기 승자 | 7번 시드    |
|  |                |                 |                    |      | 7위/8위 | 7위/8위 경기 패자 | 홈              |                 | 7위/8위/9위/10위 | 8번 시드 결정전 승자 | 8번 시드    |                   |             |
|  |                | 9위/10위        | 9위/10위 경기 승자 | 원정 |         |                   |                 |                 |                  |                      |             |                   |             |
|  | 3              | 정규시즌 9위팀  | 홈                 |      |         |                   |                 |                 |                  |                      |             |                   |             |
|  | 4              | 정규시즌 10위팀 | 원정               |      |         |                   |                 |                 |                  |                      |             |                   |             |

## NBA 플레이 오프
각각 정규시즌이 끝날 즈음 승률이 높은 순서대로 8개 NBA 팀을 뽑는다. 그리고 콘퍼런스별 상위 8개 팀(총 16팀)은 플레이오프에 진출하여 토너먼트로 각 콘퍼런스 챔피언을 가리게 된다. 각 콘퍼런스의 승자가 그 시즌의 챔피언을 가리는 결승전에 진출한다. 각 콘퍼런스의 플레이오프전은 7전 4선승제로 한다.
2021년부터 각 콘퍼런스 7위~10위팀이 플레이-인 토너먼트를 걸쳐 7번 시드와 8번 시드를 결정한다.
|  | 1라운드 7전 4선승제 | 1라운드 7전 4선승제 | 1라운드 7전 4선승제 |  |  | 콘퍼런스 세미파이널 7전 4선승제 | 콘퍼런스 세미파이널 7전 4선승제 | 콘퍼런스 세미파이널 7전 4선승제 |  |  | 콘퍼런스 파이널 7전 4선승제 | 콘퍼런스 파이널 7전 4선승제 | 콘퍼런스 파이널 7전 4선승제 |  |  | NBA 파이널 7전 4선승제 | NBA 파이널 7전 4선승제 | NBA 파이널 7전 4선승제 |  |
|  |                     |                     |                     |  |  |                                 |                                 |                                 |  |  |                             |                             |                             |  |  |                        |                        |                        |  |
|  | E1                  |                     |                     |  |  |                                 |                                 |                                 |  |  |                             |                             |                             |  |  |                        |                        |                        |  |
|  |                     |                     |                     |  |  |                                 |                                 |                                 |  |  |                             |                             |                             |  |  |                        |                        |                        |  |
|  | E8                  |                     |                     |  |  |                                 |                                 |                                 |  |  |                             |                             |                             |  |  |                        |                        |                        |  |
|  |                     |                     |                     |  |  |                                 |                                 |                                 |  |  |                             |                             |                             |  |  |                        |                        |                        |  |
|  |                     |                     |                     |  |  |                                 |                                 |                                 |  |  |                             |                             |                             |  |  |                        |                        |                        |  |
|  |                     |                     |                     |  |  |                                 |                                 |                                 |  |  |                             |                             |                             |  |  |                        |                        |                        |  |
|  | E5                  |                     |                     |  |  |                                 |                                 |                                 |  |  |                             |                             |                             |  |  |                        |                        |                        |  |
|  |                     |                     |                     |  |  |                                 |                                 |                                 |  |  |                             |                             |                             |  |  |                        |                        |                        |  |
|  | E4                  |                     |                     |  |  |                                 |                                 |                                 |  |  |                             |                             |                             |  |  |                        |                        |                        |  |
|  |                     |                     |                     |  |  |                                 |                                 |                                 |  |  |                             |                             |                             |  |  |                        |                        |                        |  |
|  |                     |                     |                     |  |  |                                 |                                 |                                 |  |  |                             |                             |                             |  |  |                        |                        |                        |  |
|  |                     |                     |                     |  |  |                                 |                                 |                                 |  |  |                             |                             |                             |  |  |                        |                        |                        |  |
|  | E2                  |                     |                     |  |  |                                 |                                 |                                 |  |  |                             |                             |                             |  |  |                        |                        |                        |  |
|  |                     |                     |                     |  |  |                                 |                                 |                                 |  |  |                             |                             |                             |  |  |                        |                        |                        |  |
|  | E7                  |                     |                     |  |  |                                 |                                 |                                 |  |  |                             |                             |                             |  |  |                        |                        |                        |  |
|  |                     |                     |                     |  |  |                                 |                                 |                                 |  |  |                             |                             |                             |  |  |                        |                        |                        |  |
|  |                     |                     |                     |  |  |                                 |                                 |                                 |  |  |                             |                             |                             |  |  |                        |                        |                        |  |
|  |                     |                     |                     |  |  |                                 |                                 |                                 |  |  |                             |                             |                             |  |  |                        |                        |                        |  |
|  | E3                  |                     |                     |  |  |                                 |                                 |                                 |  |  |                             |                             |                             |  |  |                        |                        |                        |  |
|  |                     |                     |                     |  |  |                                 |                                 |                                 |  |  |                             |                             |                             |  |  |                        |                        |                        |  |
|  | E6                  |                     |                     |  |  |                                 |                                 |                                 |  |  |                             |                             |                             |  |  |                        |                        |                        |  |
|  |                     |                     |                     |  |  |                                 |                                 |                                 |  |  |                             |                             |                             |  |  |                        |                        |                        |  |
|  |                     |                     |                     |  |  |                                 |                                 |                                 |  |  |                             |                             |                             |  |  |                        |                        |                        |  |
|  |                     |                     |                     |  |  |                                 |                                 |                                 |  |  |                             |                             |                             |  |  |                        |                        |                        |  |
|  | W1                  |                     |                     |  |  |                                 |                                 |                                 |  |  |                             |                             |                             |  |  |                        |                        |                        |  |
|  |                     |                     |                     |  |  |                                 |                                 |                                 |  |  |                             |                             |                             |  |  |                        |                        |                        |  |
|  | W8                  |                     |                     |  |  |                                 |                                 |                                 |  |  |                             |                             |                             |  |  |                        |                        |                        |  |
|  |                     |                     |                     |  |  |                                 |                                 |                                 |  |  |                             |                             |                             |  |  |                        |                        |                        |  |
|  |                     |                     |                     |  |  |                                 |                                 |                                 |  |  |                             |                             |                             |  |  |                        |                        |                        |  |
|  |                     |                     |                     |  |  |                                 |                                 |                                 |  |  |                             |                             |                             |  |  |                        |                        |                        |  |
|  | W5                  |                     |                     |  |  |                                 |                                 |                                 |  |  |                             |                             |                             |  |  |                        |                        |                        |  |
|  |                     |                     |                     |  |  |                                 |                                 |                                 |  |  |                             |                             |                             |  |  |                        |                        |                        |  |
|  | W4                  |                     |                     |  |  |                                 |                                 |                                 |  |  |                             |                             |                             |  |  |                        |                        |                        |  |
|  |                     |                     |                     |  |  |                                 |                                 |                                 |  |  |                             |                             |                             |  |  |                        |                        |                        |  |
|  |                     |                     |                     |  |  |                                 |                                 |                                 |  |  |                             |                             |                             |  |  |                        |                        |                        |  |
|  |                     |                     |                     |  |  |                                 |                                 |                                 |  |  |                             |                             |                             |  |  |                        |                        |                        |  |
|  | W2                  |                     |                     |  |  |                                 |                                 |                                 |  |  |                             |                             |                             |  |  |                        |                        |                        |  |
|  |                     |                     |                     |  |  |                                 |                                 |                                 |  |  |                             |                             |                             |  |  |                        |                        |                        |  |
|  | W7                  |                     |                     |  |  |                                 |                                 |                                 |  |  |                             |                             |                             |  |  |                        |                        |                        |  |
|  |                     |                     |                     |  |  |                                 |                                 |                                 |  |  |                             |                             |                             |  |  |                        |                        |                        |  |
|  |                     |                     |                     |  |  |                                 |                                 |                                 |  |  |                             |                             |                             |  |  |                        |                        |                        |  |
|  |                     |                     |                     |  |  |                                 |                                 |                                 |  |  |                             |                             |                             |  |  |                        |                        |                        |  |
|  | W3                  |                     |                     |  |  |                                 |                                 |                                 |  |  |                             |                             |                             |  |  |                        |                        |                        |  |
|  |                     |                     |                     |  |  |                                 |                                 |                                 |  |  |                             |                             |                             |  |  |                        |                        |                        |  |
|  | W6                  |                     |                     |  |  |                                 |                                 |                                 |  |  |                             |                             |                             |  |  |                        |                        |                        |  |

## NBA 파이널
동부 콘퍼런스 우승 팀과 서부 콘퍼런스 우승 팀이 최종 챔피언을 가리기 위해 7전 4승제로 파이널 시리즈가 시작된다.
1947년부터 1984년까지는 2-2-1-1-1 구조로 진행되었으면, 1985년부터 2013년까지 2-3-2 구조로 진행되었다가 2014년부터 다시 2-2-1-1-1 구조로 변경된다.
2-3-2 구조는 높은 성적의 팀이 1,2,6,7차전을 홈 경기로 하고, 낮은 성적의 팀이 3,4,5차전을 홈 경기로 하는 구조이고, 2-2-1-1-1 구조는 높은 성적의 팀이 1,2,5,7차전을 홈 경기로 하고, 낮은 성적의 팀이 3,4,6차전을 홈 경기로 하는 구조이다.
파이널 MVP는 1969년부터 시상하였고, 초대 MVP는 로스앤젤레스 레이커스의 제리 웨스트이다.

## NBA 글로벌 게임
NBA 글로벌 게임(영어: NBA Global Games)은 프리시즌과 정규시즌 미국, 캐나다 이외의 나라에서 개최되는 경기이다.

## NBLxNBA 시리즈
NBLxNBA 시리즈(영어: NBLxNBA series)는 호주와 뉴질랜드의 NBL와 미국과 캐나다의 NBA 구단들이 참여하는 시리즈다. 이 시리즈는 각 리그의 2017~2018 시즌에 대해 2017년에 시작되었으며 각 시즌에는 2~7경기가 포함된다. 이 경기들은 항상 미국과 캐나다에서 열리며, 일반적으로 9월과 10월 초에 열린다.

## NBA 올스타전
최초의 NBA 올스타전은 1951년 3월 2일 매사추세츠주 보스턴에 있는 보스턴 가든에서개최되었다
참가자는 현재 두 가지 방법으로 선택을 하게 된다. 첫 번째는 팬 투표를 통해 최고의 투표를 받는 각 위치에 게임을 시작하게 된다. 둘째는 보유 각 선수의 특정 회의 감독의 투표에 의해 선정을 하게 된다. 단, 코치 자신의 선수 투표는 허용되지 않는다. 만약 선수 부상에 참여할 수 없으면 커미셔너 교체를 선택할 수 있는 기회가 있다.

## NBA 드래프트
NBA 드래프트는 1947년으로 거슬러 올라가는 NBA의 연례 행사로, 리그의 팀은 드래프트를 선언하고 조직에 합류할 자격이 있는 선수를 드래프트할 수 있다. 현재 NBA는 30개 팀으로 구성되어 있으며, 30개 팀 모두 2번의 드래프트 라운드에서 최소 1개의 드래프트 픽을 보유하고 있다. 역사적으로 NBA에 드래프트된 선수의 대다수는 대학 농구 선수였다.

## NBA 크리스마스 게임
NBA 크리스마스 게임(영어: NBA Christmas games)은 NBA가 크리스마스인 12월 25일에 개최한 경기는 1947년 두 번째 시즌부터 매년 열리는 전통이다. 현재, 크리스마스에 5개의 게임이 진행된다. NFL(영어: National Football League)의 전통적인 추수감사절 경기와는 달리, NBA는 크리스마스때 고정된 상대가 없다. 오히려, 그들은 최고의 팀들과 선수들 중 일부를 포함한다. 지난 시즌 NBA 파이널(영어: NBA Finals)의 재시합은 크리스마스에 종종 열린다.

## NBA 위대한 50인 선수
1996년 NBA 50주년을 기념해서 역사상 가장 위대한 50인을 선정하였다.
- NBA 25주년 팀
- NBA 35주년 팀
- NBA 75주년 팀

## NBA의 상 목록
매 시즌이 끝나면 시즌 최우수선수상(Most Valuable Player Award), 우수후보선수상(Sixth Man of the Year Award), 신인상(NBA Rookie of the Year Award), 기량발전상(Most Improved Player Award), 수비선수상(Defensive Player of the Year Award), 코치상(Coach of the Year Award) 등을 수여한다.

## 모리스 포돌로프 트로피
매 시즌이 끝날 때 최고의 성적을 세운 팀에게 2022~2023시즌부터 수여하는 상이다. 이 상은 1946년부터 1963년까지 NBA 초대 커미셔너(당시 총재)를 지낸 모리스 포돌로프의 이름을 딴 것이다.

## NBA 서머리그
매년 여름 네바다주 라스베이거스 (라스베이거스 서머리그)와 플로리다주 올랜도 (올랜도 서머리그, 2018년 폐지됨) 그리고 유타주 솔트레이크시티 (유타 재즈 서머리그) 그리고 캘리포니아주 새크라멘토 (캘리포니아 클래식)에 개최가 된다. 주로 신인선수나 젊은 선수들로 팀이 이루어진다.

## 국제 시합
NBA는 국제 클럽 시합에 참여해 왔다. 1987년부터 1999년까지 NBA 챔피언은 맥도날드 챔피언십에서 국제 농구 연맹(FIBA)와 경기를 가졌다. 국제농구연맹은 현재 2010년 시작할 새로운 조직 FIBA(영어: International Basketball Federation) 월드컵 챔피언십을 준비하고 있으며 2011년부터 NBA 챔피언을 초대하여 경기를 가질 계획이다.

## 역대 아시안 선수
| 국적            | 선수명            | 드래프트              | 소속팀 |
| --------------- | ----------------- | --------------------- | --- |
| 미국            | 와타루 미사카     | 1947년 7라운드 61순위 | 뉴욕 닉스 |
| 중국            | 왕즈즈            | 1999년 2라운드 36위   | 댈러스 매버릭스 로스앤젤레스 클리퍼스 마이애미 히트                                                                         |
| 중국            | 야오밍            | 2002년 1라운드 1순위  | 휴스턴 로키츠 |
| 중국            | 멍크 바터         | 미지명                | 덴버 너기츠 샌안토니오 스퍼스 토론토 랩터스 클리블랜드 캐벌리어스                                                           |
| 대한민국        | 하승진            | 2008년 2라운드 46순위 | 포틀랜드 트레일블레이저스                                                                                                   |
| 일본            | 타부세 유타       | 미지명                | 피닉스 선스 |
| 중국            | 이젠롄            | 2007년 1라운드 6순위  | 밀워키 벅스 뉴저지 네츠 워싱턴 위저즈 댈러스 매버릭스                                                                       |
| 중국            | 쑨웨              | 2007년 2라운드 40순위 | 로스앤젤레스 레이커스 |
| 이란            | 하메드 하다디     | 미지명                | 멤피스 그리즐리스 피닉스 선스                                                                                               |
| 미국 / 중화민국 | 제러미 린         | 미지명                | 골든스테이트 워리어스 뉴욕 닉스 휴스턴 로키츠 로스앤젤레스 레이커스 샬럿 호니츠 브루클린 네츠 애틀랜타 호크스 토론토 랩터스 |
| 중국            | 저우치            | 2016년 2라운드 46순위 | 휴스턴 로키츠 |
| 중국            | 딩옌위항          | 미지명                | 댈러스 매버릭스 |
| 일본            | 와타나베 유타     | 미지명                | 멤피스 그리즐리스 토론토 랩터스 브루클린 네츠 피닉스 선스 멤피스 그리즐리스                                                 |
| 일본            | 하치무라 루이     | 2019년 1라운드 9순위  | 워싱턴 위저즈 로스앤젤레스 레이커스                                                                                         |
| 중국/미국       | 카일 앤더슨       | 2014년 1라운드 30순위 | 샌안토니오 스퍼스 멤피스 그리즐리스 미네소타 팀버울브스 골든스테이트 워리어스 마이애미 히트 유타 재즈                       |
| 일본            | 카와무라 유키     | 미지명                | 멤피스 그리즐리스 시카고 불스                                                                                               |
| 중국            | 취용시            | 미지명                | 브루클린 네츠 |
| 일본            | 토미나가 케이세이 | 미지명                | 인디애나 페이서스 |
| 중국            | 양한센            | 2025년 1라운드 16순위 | 포틀랜드 트레일블레이저스                                                                                                   |

## 관련 서적
- Charley, Rosen (2009). 《The First Tip-Off: The Incredible Story of the Birth of the NBA》. McGraw-Hill Professional. isbn 0071487859.
- 《Sports Illustrated: The Basketball Book》. Sports Illustrated. 2007. isbn 1933821191. 이름 목록에서 |이름1=이(가) 있지만 |성1=이(가) 없음 (도움말)
- Bill, Simmons (2007). 《The Book of Basketball: The NBA According to The Sports Guy》. ESPN. isbn 034551176X.
- John, Havlicek (2003). 《NBA's Greatest 1st edition》. DK. isbn 0789499770.

## 같이 보기
- 미국 농구 국가대표팀
- 전미 여자 농구 협회
- 아메리칸 농구 협회
- 아메리카 농구 협회
- 전미 농구 리그
- 컨티넨탈 농구 협회
- NBA G 리그
- 미국 농구 연맹
- 전미 농구 협회의 마스코트 목록